# Japaner i Australien
Japaner i Australien (日系オーストラリア人 Nikkei Ōsutoraria-jin) är australienska medborgare med japanska rötter, vilket inkluderar japanska invandrare och japanska ättlingar födda i Australien. Enligt en global undersökning från 2013, så är Australien det mest populära landet för japanska personer att bo i utanför Japan.

## Demografi

Personer födda i Japan som procent av populationen i Sydney indelat geografiskt till postkoder.

I en folkräkning från 2006 bodde det 30 778 Japan-födda medborgare i Australien. Den siffran exkluderar Australien-födda personer med japanska rötter, och japaner i Australien som besökare. 24 373 personer använde japanska hemma, och 40 968 definierar sig som att ha japanska rötter. Sydney har den största befolkningen av Japan-födda personer (10 020), med Melbourne näst därpå (5 287), Brisbane (3 300) och Gold Coast (3 148).
Bara 4 643 Japan-födda australiensare har skaffat Australienskt medborgarskap. Japanska kvinnor representerar två tredjedelar (20 413) av japanerna födda i Australien. Ungefär hälften av alla Japan-födda medborgare uppger ingen religiös tillhörighet (15 131), medan buddhister (8 644) och kristna (3 645) är de vanligaste religioner bland japanska australiensare.

## Historia
Bara 2 384 Japan-födda hade anlänt i Australien innan 1979. 
Japaner började bara emigrera från deras hemland cirka år 1880. Immigration Restriction Act 1901 hindrade japaner tillfälligt från att emigrera till Australien.

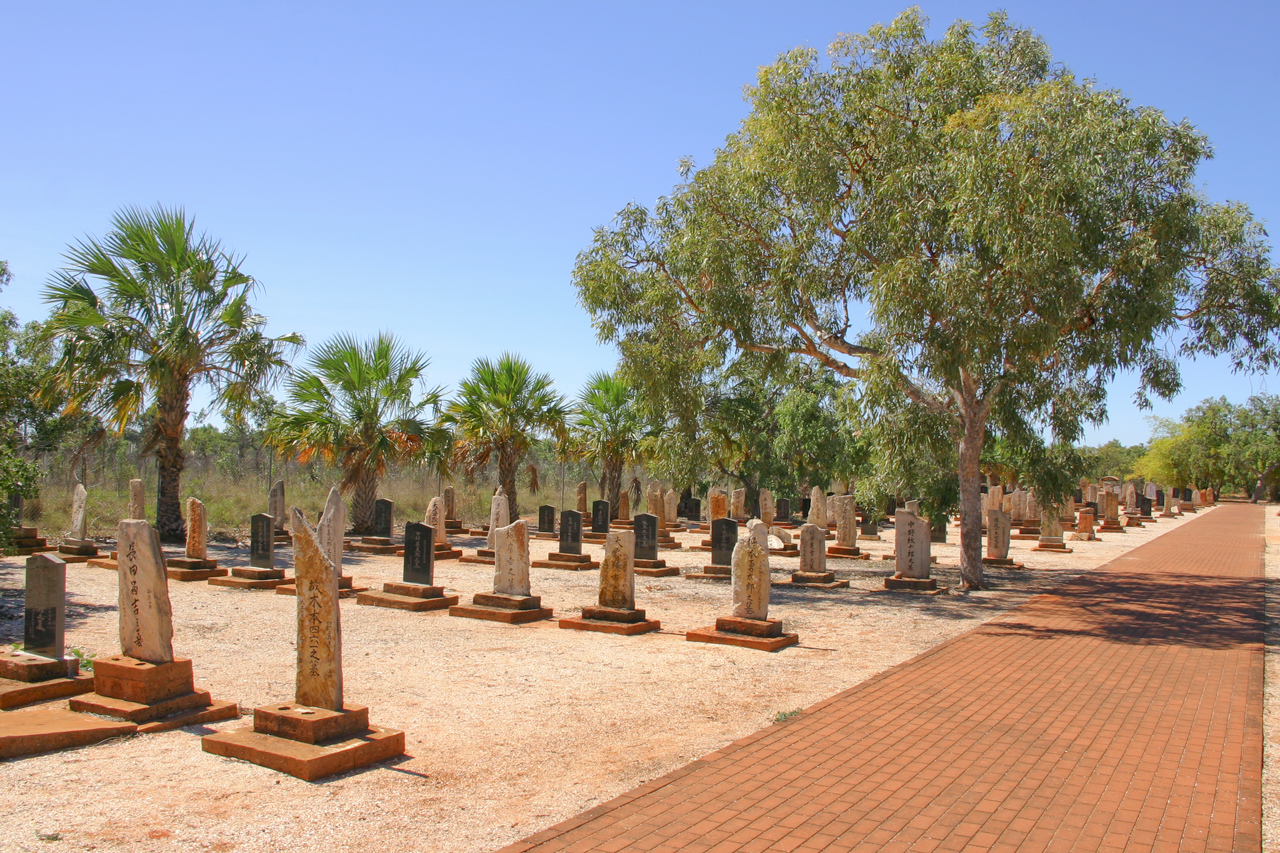
Japansk begravningsplats i Broome.

På den tiden så jobbade många emigranter som pärlfiskare i Norra Australien eller inom sockerrörindustrin i Queensland. 
De var särskilt framträdande i den Australiensiska staden Broome, där de till andra världskriget var den största etniska gruppen. Flera olika gator i Broome har japanska namn, och staden har en av de största japanska begravningsplatserna utanför Japan.

## Utbildning
Japanska internationella dagskolor (Nihonjin gakkō) i Australien inkluderar Sydney Japanska Internationella Skolan (SJIS), Japanska Skolan av Melbourne (JSM), och Japanska Skolan i Perth (JSP). 
Det finns också japanska helgskolor (Hoshū jugyō kō) i Brisbane, Cairns, Canberra, Melbourne, Perth och Sydney.